# Квартет имени Бетховена (США)

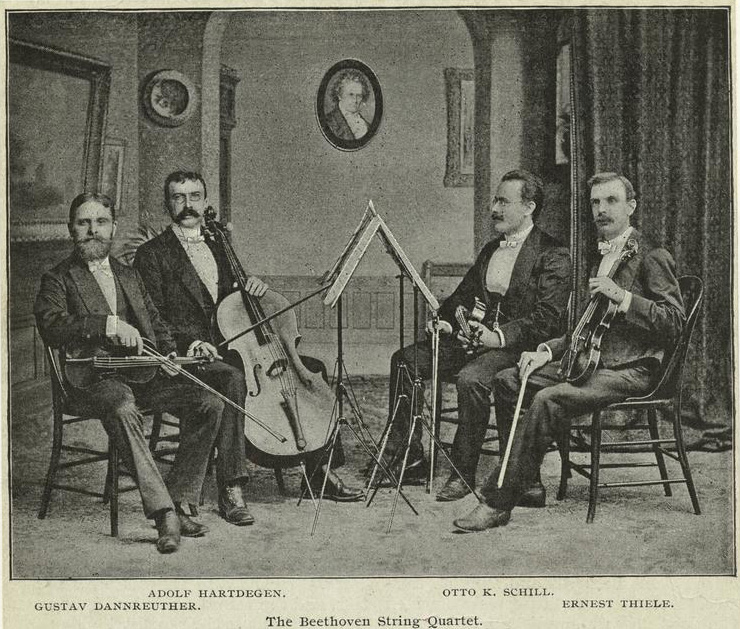
Квартет имени Бетховена (1891)

Квартет имени Бетховена (англ. Beethoven String Quartet), он же Квартет Даннройтера — американский струнный квартет, концертировавший в 1884—1917 гг.
Был создан и бессменно возглавлялся Густавом Даннройтером. В первоначальный состав входили также Эрнст Тиле (вторая скрипка), Отто Карл Шилль (альт) и Адольф Хартдеген (виолончель). В 1890-х гг. Тиле сменил Джозеф Коварик, а Хартдегена — Эмиль Шенк; благодаря Коварику у квартета установилась связь с Антонином Дворжаком, так что 19 ноября 1896 г. музыканты квартета впервые исполнили в Карнеги-холле его 13-й квартет, написанный ещё в США, но впервые сыгранный публично месяцем ранее в Праге. До фортепианного квинтета состав обычно дополняла жена Даннройтера, пианистка Нелли Даннройтер.
Уже в 1886 г. критик «Нью-Йорк Таймс» отмечал, что «этот маленький коллектив музыкантов вскоре займёт выдающееся место среди подобных составов». Спустя 18 лет та же газета указывала на приверженность коллектива тщательной подготовке своих выступлений, дающую благотворный эффект.
После роспуска квартета Густав Даннройтер в 1919 г. передал его архив в Библиотеку Вассар-колледжа, где в это время преподавал.